# 仙台市立広瀬中学校
仙台市立広瀬中学校（せんだいしりつ ひろせちゅうがっこう）は、宮城県仙台市青葉区愛子中央にある公立中学校。通称｢広中｣。

## 歴史
| 西暦年（元号年）   | 生徒数 | 教職員数 | 学級数 |
| ------------------ | ------ | -------- | ------ |
| 1947年（昭和22年） | 349    | 13       | 12     |
| 1955年（昭和30年） | 553    | 20       | 12     |
| 1956年（昭和31年） | 551    | 20       | 12     |
| 1957年（昭和32年） | 535    | 20       | 12     |
| 1958年（昭和33年） | 503    | 18       | 11     |
| 1959年（昭和34年） | 486    | 18       | 11     |
| 1960年（昭和35年） | 570    | 19       | 12     |
| 1961年（昭和36年） | 675    | 21       | 14     |
| 1962年（昭和37年） | 785    | 24       | 16     |
| 1963年（昭和38年） | 783    | 26       | 17     |
| 1964年（昭和39年） | 773    | 26       | 17     |
| 1965年（昭和40年） | 479    | 17       | 12     |
| 1966年（昭和41年） | 446    | 21       | 13     |
| 1967年（昭和42年） | 442    | 21       | 13     |
| 1968年（昭和43年） | 439    | 22       | 13     |
| 2013年（平成25年） | 1020   |          |        |

1947年（昭和22年）4月1日、この年度から発足した新制中学校の一つとして、宮城郡広瀬村に開校した。開校時は広瀬小学校の教室を借り、同年中に下愛子字勘太に建てられた木造一階瓦葺の校舎に移った。面積が広く東西に長い広瀬村の唯一の中学校であったが、合併で宮城村が成立してから、1965年（昭和40年）に学区の西部を新設の熊ケ根中学校に譲った
2025年現在の生徒数は、860人程であり、今も尚マンモス中学校として県内では有名である。

### 年表
- 1947年（昭和22年）4月 -　広瀬村立として開校
- 1955年（昭和30年）2月1日 - 宮城村立広瀬中学校に改称（広瀬村と大沢村が対等合併で宮城村となったため）
- 1963年（昭和38年）- 宮城町立広瀬中学校に改称（町制施行のため）
- 1965年（昭和40年） - 宮城町立熊ケ根中学校が新設。
- 1985年（昭和60年）4月 - 郷六地区を仙台市立折立中学校へ編入。
- 1987年（昭和62年）11月1日 - 仙台市立広瀬中学校に改称（宮城町が仙台市に吸収合併のため）

- 2019年（平成31年）4月1日 - 仙台市立錦ケ丘中学校が分離開校。

## 学区
- 仙台市立広瀬小学校のほとんどと仙台市立愛子小学校、仙台市立栗生小学校、仙台市立上愛子小学校の一部（上愛子の一部は仙台市立広陵中学校の学区）[4]。
- 東西に学区が長いために陸前落合駅、陸前白沢駅から学校の最寄り駅の愛子駅まで通学している生徒もいる。また、自転車通学も遠距離通学の生徒に認められている。
- 栗生、落合地区は距離的には折立中学校の方が近いため大半は折立中への登校となっている（栗生・落合地区の大部分（陸前落合駅より東側）は折立中への選択学区であるため）[4]。

## 所在地
- 仙台市青葉区愛子中央一丁目9番1号

## 交通アクセス
- JR仙山線愛子駅より徒歩4分

## 出身著名人
- 原綾子 - ファッションモデル（2012ミス・ユニバース・ジャパン）[5]
- 相原和友 - プロ野球選手（2013年東北楽天ゴールデンイーグルスドラフト第7位指名）[6]

## 部活動

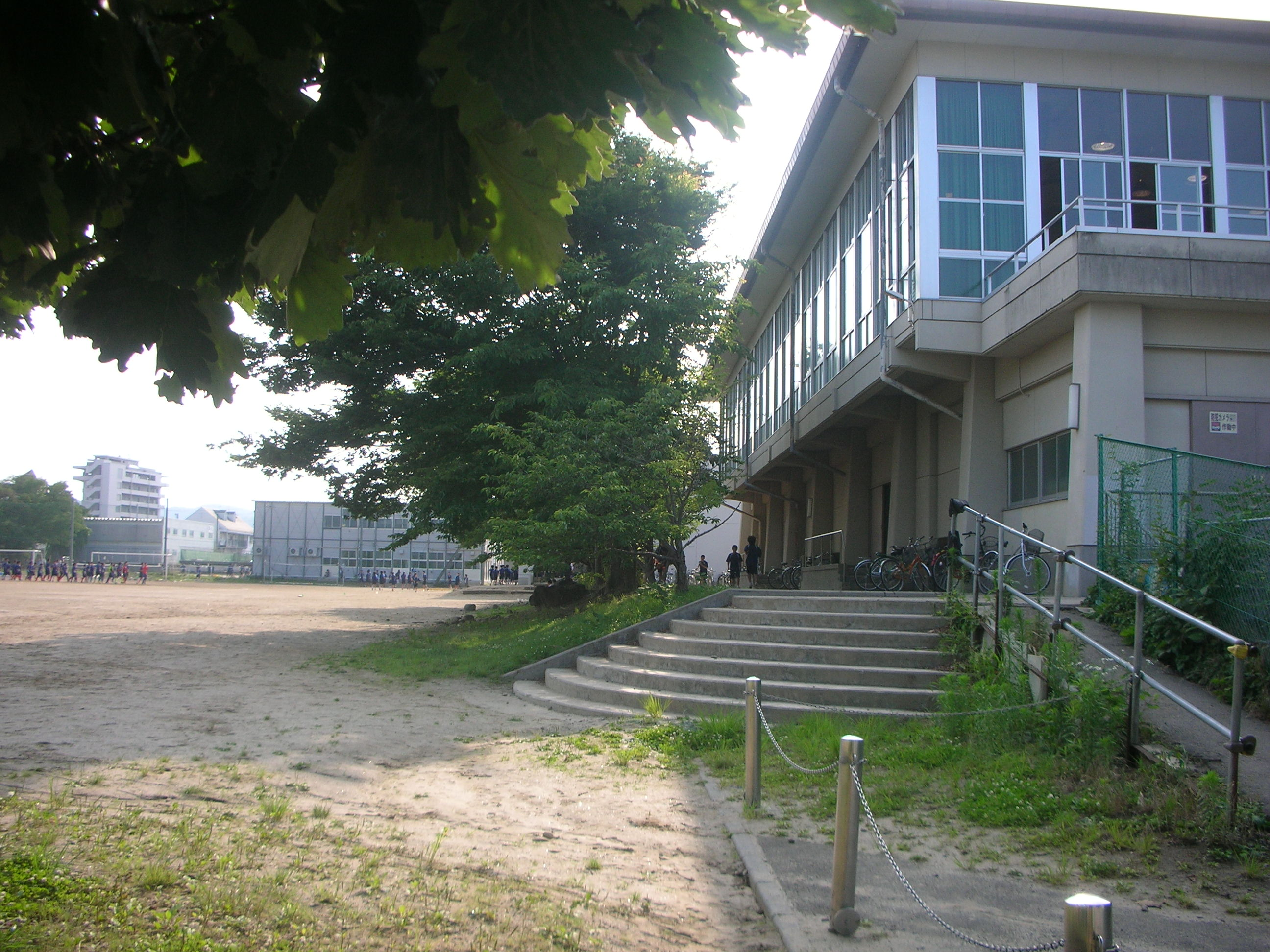
広瀬中学校、向こう側がプレハブ校舎

宮城県内でも数少ない中学の弓道部が当中学校にある（宮城県内に弓道部がある中学校は当校の他に東北学院中学校・利府町立利府中学校・利府町立しらかし台中学校・多賀城市立多賀城中学校・多賀城市立東豊中学校・多賀城市立高崎中学校・宮城県古川黎明中学校・高等学校。2019年に広瀬中学校から分離開校した錦ヶ丘中学校にも弓道部が発足している。）。
- 運動部
  - 野球部、ソフトボール部、陸上競技部、卓球部、バスケットボール部、バレーボール部、サッカー部、ソフトテニス部、体操・新体操部、剣道部、柔道部、弓道部、水泳部
- 文化部
  - 吹奏楽部、合唱部、美術部、生活文化部、囲碁将棋部、科学部

## その他
- 生徒数が1000人以上になり、プレハブ教室で授業を受けているため仙台市は学区内に2019年以降に中学校を新設することを決めたが、それ以前に錦ヶ丘小学校を設立したため、錦ヶ丘中学校設立が遅延[7]。